# Tomáš Mrázek
Tomáš Mrázek (* 24. August 1982 in Brno, Tschechoslowakei) ist ein tschechischer Sportkletterer.

## Erfolge im Wettkampfsport
Nachdem er bereits bei der Kletterweltmeisterschaft 2001 Vizeweltmeister wurde, gelang ihm 2003 und 2005 der Titelgewinn im Schwierigkeitsklettern. Im Jahr 2004 gewann er den Gesamtweltcup. Im Jahr 2006 wurde er Zweiter. Im Jahr 2001 gewann er seinen ersten Weltcup in Aprica (Italien) und gewann den Rockmaster in Arco. Bis 2006 konnte er noch weitere acht Weltcups für sich entscheiden.

## Schwere Wege im Naturfels
Im Mai 2002 gelang ihm mit Underground in Massone (Arco) seine erste 9a nach französischer Skala. Dieser ließ er mit Sanjski par extension und Martin Krpan im slowenischen Osp noch zwei weitere Wege in diesem Schwierigkeitsgrad folgen. Im August 2005 gelang ihm mit Petra Negra die möglicherweise erste Onsight-Begehung einer Route im Grad 8c (UIAA 10+/11-). Seine derzeit schwerste Erstbegehung ist die 45 Meter lange Route Xaxid hostel im Schwierigkeitsgrad 9a+. Sie gelang ihm im Jahr 2009 ebenfalls in Osp.